# Brunnen Saint-Maur (Calanhel)

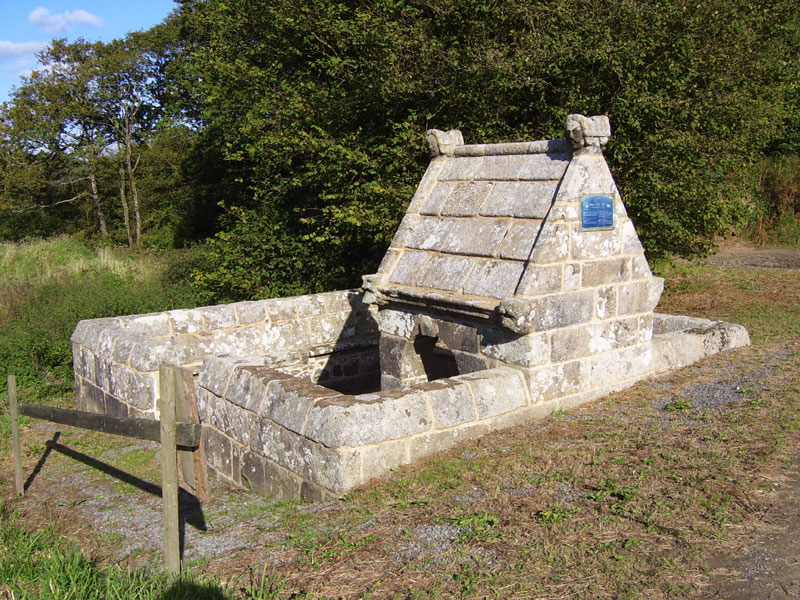
Brunnen Saint-Maur in Calanhel

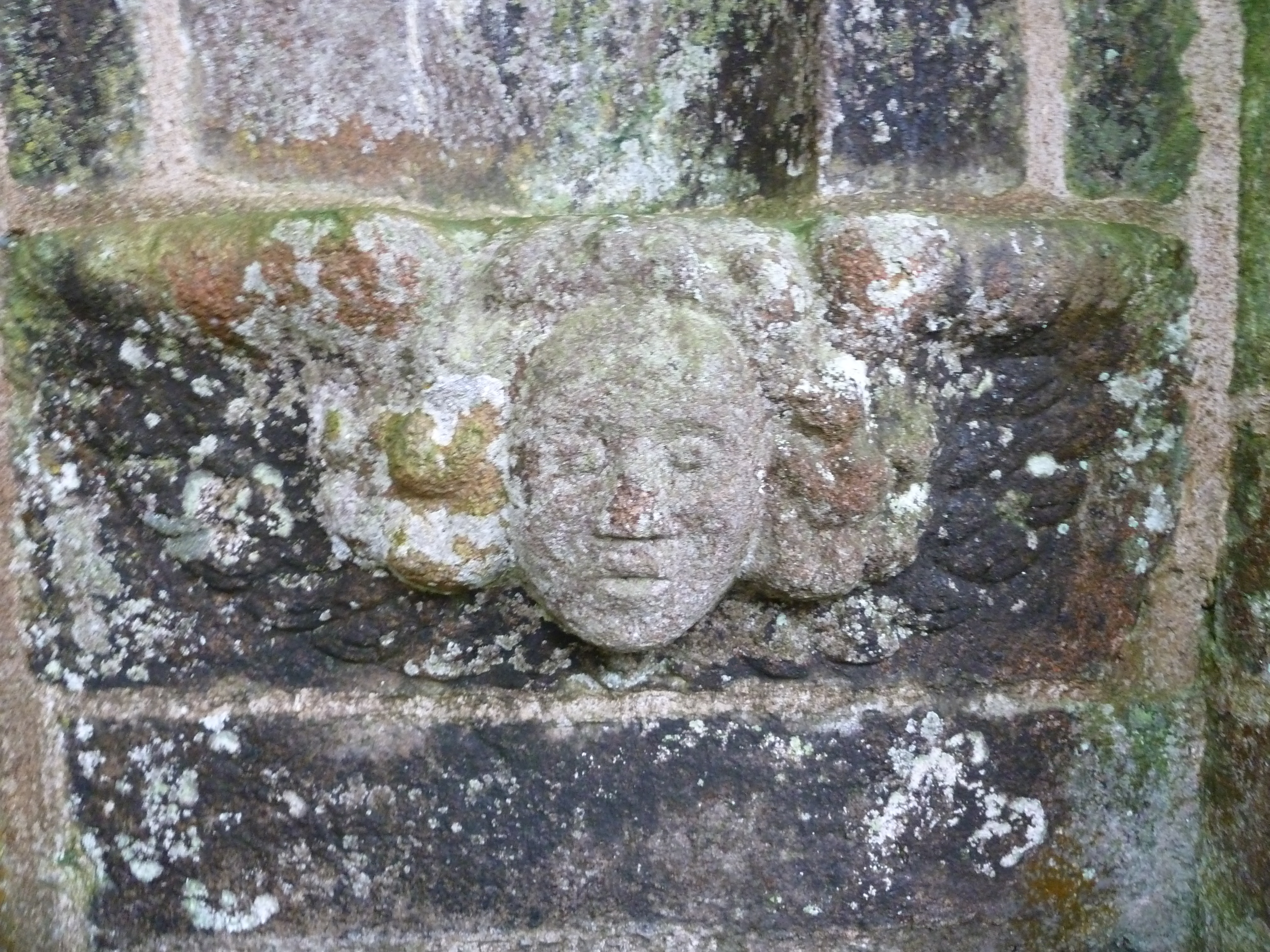
Detail

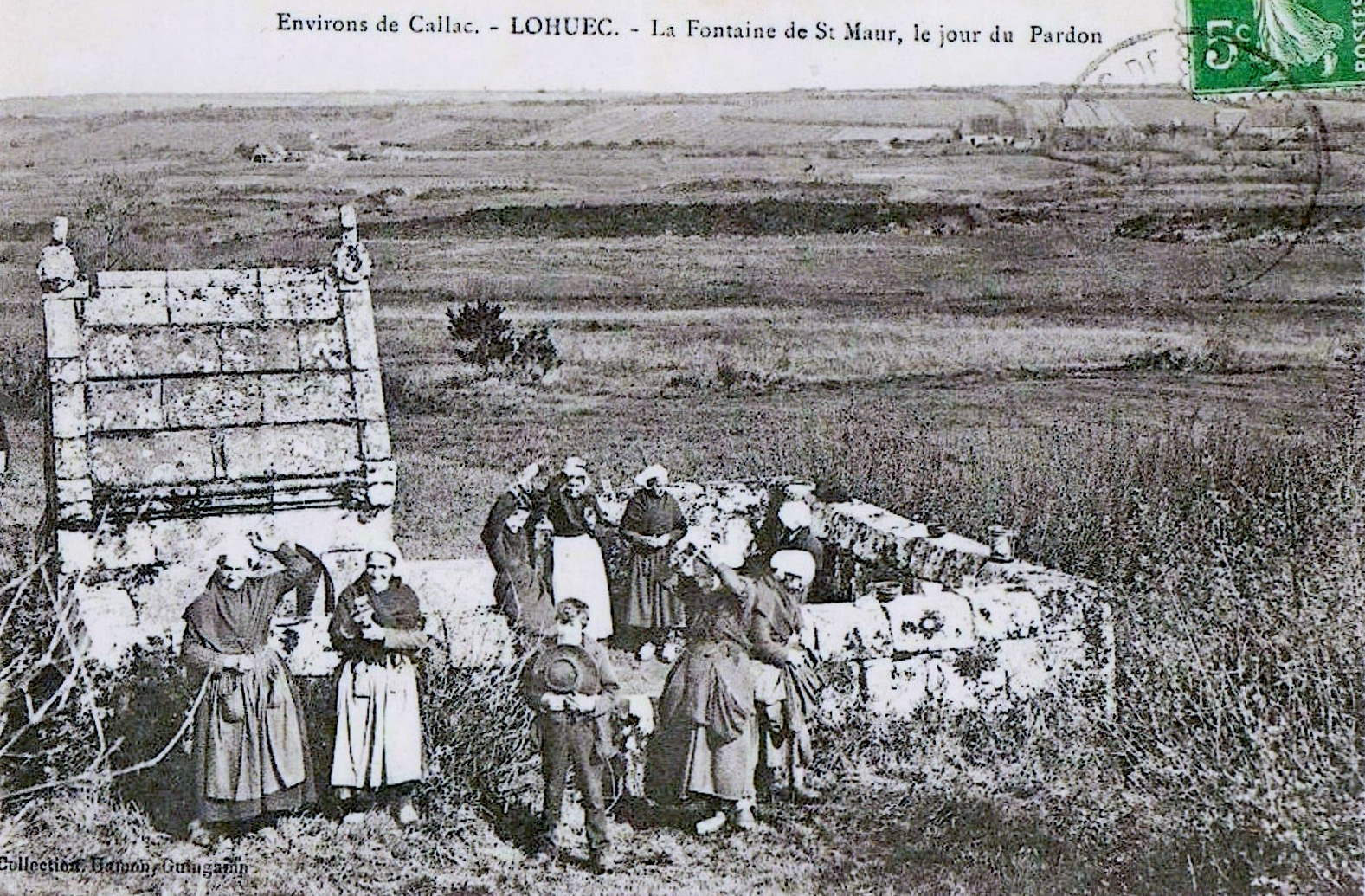
Wallfahrt zum Brunnen Saint-Maur (um 1910)

Der Brunnen Saint-Maur in Calanhel, einer französischen Gemeinde im Département Côtes-d’Armor in der Region Bretagne, wurde 1717 erbaut.
Im Jahr 1927 wurde der Brunnen als Monument historique in die Liste der geschützten Bauwerke (Base Mérimée) in Frankreich aufgenommen.
Dem Brunnen aus heimischem Granit, in der Nähe der Kapelle des Weilers Saint-Maur, sagte man nach, dass sein Wasser Rheumatismus heilen könne. Dies führte dazu, dass bis ins 20. Jahrhundert Wallfahrten zum Brunnen stattfanden.
Das kleine Brunnenhaus ist mit Granitplatten gedeckt, an den Giebelspitzen sind skulptierte Menschenköpfe angebracht. Die Anlage mit drei Becken wird von einer Granitmauer umschlossen.